# Psík mývalovitý

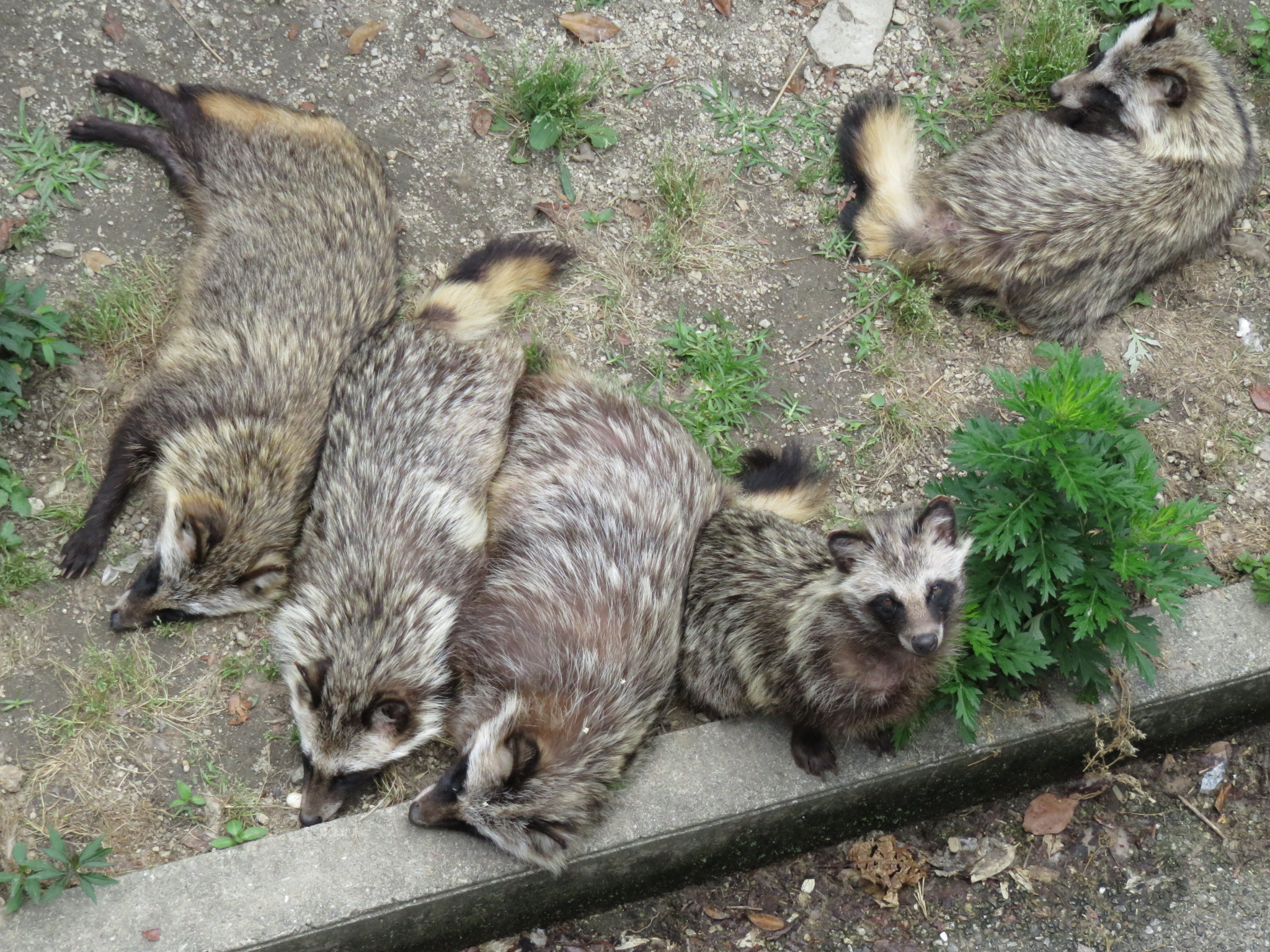
Nyctereutes procyonoides

Psík mývalovitý, případně mývalovec kuní (Nyctereutes procyonoides) je malá šelma z čeledi psovitých, vyskytující se i na českém území.

## Rozšíření
Původní oblast rozšíření se nachází ve východní Asii, zejména v Japonsku, Koreji a na východní Sibiři. V průběhu 20. století byl pro svou cennou kožešinu opakovaně (ve 30. a znovu v 60. letech) vysazen na evropském území Ruska. Odtud se postupně nekontrolovaně šíří na západ do Evropy. Roku 1955 byl pozorován na Slovensku, později pronikl do Česka, Německa a Polska. V řadě zemí (včetně České republiky) je veden jako invazní druh. Jeho biotopem jsou mokřady a lesy v okolí vodních toků, ale např. v Japonsku se stává synantropním druhem, schopným žít i ve velkoměstech (včetně Tokia).

## Stavba těla
Psík mývalovitý je robustní, nízkonohé zvíře, připomínající spíš mývala nebo jezevce než psovitou šelmu. Délka těla dospělých jedinců dosahuje 50–70 cm, výška v kohoutku však nepřesahuje 25 cm. Hmotnost se pohybuje v rozmezí 4–10 kg. Ocas je oproti jiným psovitým šelmám krátký (15–25 cm), ale velmi huňatý. Jeho srst je dlouhá, huňatá, hnědá až šedě nazrzlá. Na tvářích srst vytváří výrazné licousy a na hřbetě jakousi hřívu. Krátké, zakulacené boltce jsou téměř skryté v srsti. Na obličeji má černou nebo černobílou kresbu v podobě masky, podobně jako mýval, také nohy bývají černé.

## Způsob života
Psík mývalovitý je aktivní v noci, den přespává v noře, kterou si sám vyhrabává, ale častěji využívá opuštěné nory jiných živočichů. Psík mývalovitý je jediná psovitá šelma, která přespává zimu, podobně jako medvěd nebo jezevec (v Česku od prosince do počátku března). V jižních oblastech svého rozšíření (Japonsko kromě ostrova Hokkaidó, Korea) zimu nepřespává. Psík mývalovitý je výrazně samotářský živočich. Své teritorium si značkuje močí a páchnoucími výměšky řitních žláz. Méně výrazná je hlasová komunikace. Jedná se o tiché zvíře. Ozývá se vrčením a kvikáním, hlavně je-li ohrožen nebo chycen, nedokáže štěkat. Psík patří mezi prohnané šelmy, bylo zaznamenáno, že někteří psíci po výstřelu ze sebe dělají mrtvé, i když je střela mine.

## Rozmnožování
Páry se setkávají jen v době rozmnožování, které následuje hned po probuzení ze zimního spánku (v Česku březen-duben). Samice je březí 60 - 70 dní, poté vrhá až 8 mláďat. Mláďata se rodí slepá, porostlá jemnou bělavou srstí. Rostou však velice rychle, za 4 měsíce se osamostatňují a už příštího roku se mohou zapojit do rozmnožování. Mohou se dožít až 11 let.

## Potrava
Psík je všežravec. Sbírá různou rostlinnou potravu - bobule, kořínky a hlízy rostlin, ale loví také drobné živočichy. Z živočišné potravy se živí zvláště vejci a mláďaty ptáků, ale také žábami, leklými rybami a mršinami a škeblemi.

## Predátoři
Psík mývalovitý, hlavně jeho mláďata, jsou oblíbenou potravou mnoha větších šelem. Loví je vlk, rys ostrovid, liška obecná i charza žlutohrdlá, z ptáků orel skalní a výr velký. Pronásleduje je také člověk, a to pro kvalitní kožešinu, v Asii i pro maso.

## V kultuře
V Japonsku je psík mývalovitý známý jako tanuki, což se často nesprávně překládá jako jezevec. V japonském folklóru vystupuje jako zlomyslný skřítek, který se dokáže přeměňovat v různé věci nebo i lidi. Objevuje se ve starobylých japonských pohádkách i v moderních anime seriálech. Podle tradice si mimořádně potrpí na sake a rád hraje na různé hudební nástroje. Šógun Tokugawa Iejasu, vládnoucí Japonsku v 17. století, měl pro svou mazanost přezdívku tanuki ojadži - starý tanuki. Do povědomí současných diváků se tanuki (a tím i psík mývalovitý) dostal v souvislosti s anime filmem Pom poko.
Psík jménem Kuma se také objevuje ve videohře Shadow Tactics: Blades of the Shogun, kde je společníkem starého ostrostřelce Takumy a slouží k odlákání pozornosti.
V jednom mýtu Oročů hraje psík mývalovitý důležitou roli. Je to příběh dívky, které krutý bratr usekl ruku. Poté se vdá, ale tchán jí dělá milostné návrhy, těhotná dívka uprchne do tajgy, kde ji zachrání psík mývalovitý, pomůže jí při porodu a zajistí jí uzdravení. Nakonec se psík postará o to, aby se dívka mohla vrátit ke svému manželovi. Oročové proto psíka neloví.

## Zoo
Psík mývalovitý byl dříve oblíbeným chovancem zoologických zahrad, dnes ustupuje vzácnějším druhům zvířat a chová se poměrně zřídka. V Česku ho v současnosti chovají pouze Zoo Ostrava a Zoopark Chomutov.

## Podobný druh
- mýval severní (medvídek mýval)